# The Day of the Triffids
The Day of the Triffids (Nederlandse titel: De triffids komen) werd door John Wyndham in 1951 geschreven, niet lang na de Tweede Wereldoorlog. De novelle is de eerste die onder Wyndhams naam werd uitgegeven. Vorige verhalen verschenen onder verschillende pseudoniemen. The Day of the Triffids is een post-apocalyptisch sciencefictionverhaal.

## Korte inhoud
Wanneer de hoofdpersoon, Bill Masen, op een woensdagochtend in mei wakker wordt in een ziekenhuis in Londen, herstellend van een oogoperatie, is er iets grondig mis. De hele wereld was de avond voordien getuige van wat een meteorenzwerm leek te zijn, die zorgt voor een 'kosmisch vuurwerk'. Helaas is er een afschuwelijke bijwerking: iedereen die het schouwspel bewonderde blijkt blind te zijn. Bill, die bioloog is, vermoedt echter dat het niet ging om een meteorenzwerm, maar om een geheim satellietwapen van de VS of de Sovjet-Unie, dat onbedoeld werd geactiveerd. Bill zelf is niet blind, omdat hij het schouwspel niet heeft gezien: zijn ogen waren verbonden. Hij trekt erop uit in het zwaar getroffen Londen en ontdekt dat bijna iedereen wél blind en hulpeloos is. De eerste dagen heeft hij grote moeite om de omvang van de ramp in te schatten. De maatschappij vervalt in chaos. Zienden zijn ineens vogelvrij. Hij leert dat zijn zicht nu een kostbaar, felbegeerd goed is geworden. In de chaos op straat ontmoet hij een jonge ziende vrouw, Josella Playton, die hij van een blinde man die haar aan zichzelf heeft vastgeketend. Samen met haar probeert hij te overleven en zoekt hij een plaats in deze nieuwe wereld.
De twee trekken zich even terug in een leegstand appartement, maar sluiten zich al snel aan bij een sterk georganiseerde groep in het universiteitsgebouw, die opnieuw een samenleving wil opbouwen. De groep bestaat bewust uit mensen met verschillende profielen (een verpleegkundige, een professor, een verslaggeefster...) en wordt geleid door een man die Beadley heet. De groep stelt strenge regels in: de mannen moeten werken voor de nieuw op te bouwen maatschappij, de vrouwen moeten bereid zijn om kinderen te krijgen en op die manier voor nieuwe burgers te zorgen. Maar Bill en Josella worden samen met enkele anderen uit het gebouw ontvoerd door de dictatoriale Coker, de ziende leider van een andere groep overlevenden. Hij stelt de ontvoerde ziende mensen elk aan het hoofd van een groep blinden. Elke groep moet, onder leiding van de zienden, voorraden gaan zoeken in verschillende delen van de stad. Op die manier raken Bill en Josella elkaar kwijt. Het verhaal volgt de gebeurtenissen van Bill, die erin slaagt aan zijn benarde situatie én Londen te ontsnappen en die op zoek gaat naar Josella.
Eenmaal uit de stad is het ook duidelijk dat triffids nu een van de grootste gevaren vormen voor de mens. Triffids zijn een bijzonder soort, door de Sovjet-Unie genetisch gemanipuleerde planten met bijzondere eigenschappen. De mens kan er olie van hoge kwaliteit van oogsten, maar het kunnen zeer grote planten worden, die - indien ze niet regelmatig worden gesnoeid - zelf op wandel gaan. Ook beschikken ze dan over een lange, giftige angel, waarmee ze levende wezens (mensen en dieren) kunnen doden en als meststof gebruiken. Door te ratelen met stokken aan hun stam kunnen ze met elkaar communiceren. Ze reageren op geluid en roeien de blinden uit.
Josella, Bill, het jonge meisje Susan en een bevriend blind koppel slagen erin om zichzelf enkele jaren in leven te houden op een boerderij op het platteland, in Sussex. Maar het wordt steeds moeilijker om de triffids op afstand te houden en de baas te blijven. Ze beseffen dat overleven enkel zal lukken wanneer ze verhuizen naar een gebied waar ze de triffids geheel kunnen uitroeien en zich aansluiten bij een grotere, goed georganiseerde groep. Dat wordt uiteindelijk de groep van Beadley, die zich intussen op een eiland heeft gevestigd en dat triffid-vrij heeft gemaakt. Maar niet voordat ze bijna door Cooker en de triffids onder de voet zijn gelopen.
Het boek is geschreven in de vorm van een beschouwing of verslag achteraf.

## Personages
Bill Masen is de hoofdpersoon van het verhaal en de verteller. Voordat de zogezegde meteorietenzwerm vrijwel iedereen blind maakte, werkte hij als bioloog met triffids. Bill ziet al snel in hoe gevaarlijk de triffids zijn, nu ze niet meer gesnoeid worden en het merendeel van de mensen blind is.
Josella Playton is de vrouw die Bill te hulp schiet wanneer ze vastgeketend wordt aan een blinde man. Vóór de meteorietenzwerm was ze berucht, omdat ze een bestseller had geschreven die werd gezien als pikant en die daarom voor veel controverse zorgde. Ze besluit samen met Bill op zoek te gaan naar een manier om de ramp te overleven. Josella is een zeer pragmatische en verstandige vrouw en het duurt niet lang voordat Bill en Josella een paar worden.
Michael Beadley is de ziende man die aan het hoofd staat van een groep overlevenden, die zich organiseert in het universiteitsgebouw in Londen. Beadley wordt ook "de kolonel' genoemd. Hij is 'een gezette man van een jaar of vijftig met overvloedig, maar goed verzorgd grijs haar' en dito snor. Zijn groep wil zich vestigen op het platteland om te overleven.
Wilfred Coker staat als ziende aan het hoofd van een andere, meer geïmproviseerde groep overlevenden. Hij probeert aan te sluiten bij Beadley's groep, maar dat wil die laatste niet. Coker ontvoert vervolgens een aantal zienden uit de groep van Beadley - waaronder Bill en Josella - en zet hen aan het werk om te foerageren. Maar zijn plan mislukt, en hij probeert vervolgens gewapenderhand aan te sluiten bij Bill.
Susan is een jong ziend meisje dat Bill redt, wanneer hij met een truck door Engeland rijdt, op zoek naar Josella. Bill schiet de triffid die haar ouders en broertje heeft gedood en haar nu bedreigt dood en neemt haar mee. Bill leert haar hoe anti-triffid wapens te gebruiken.

## Verfilmingen

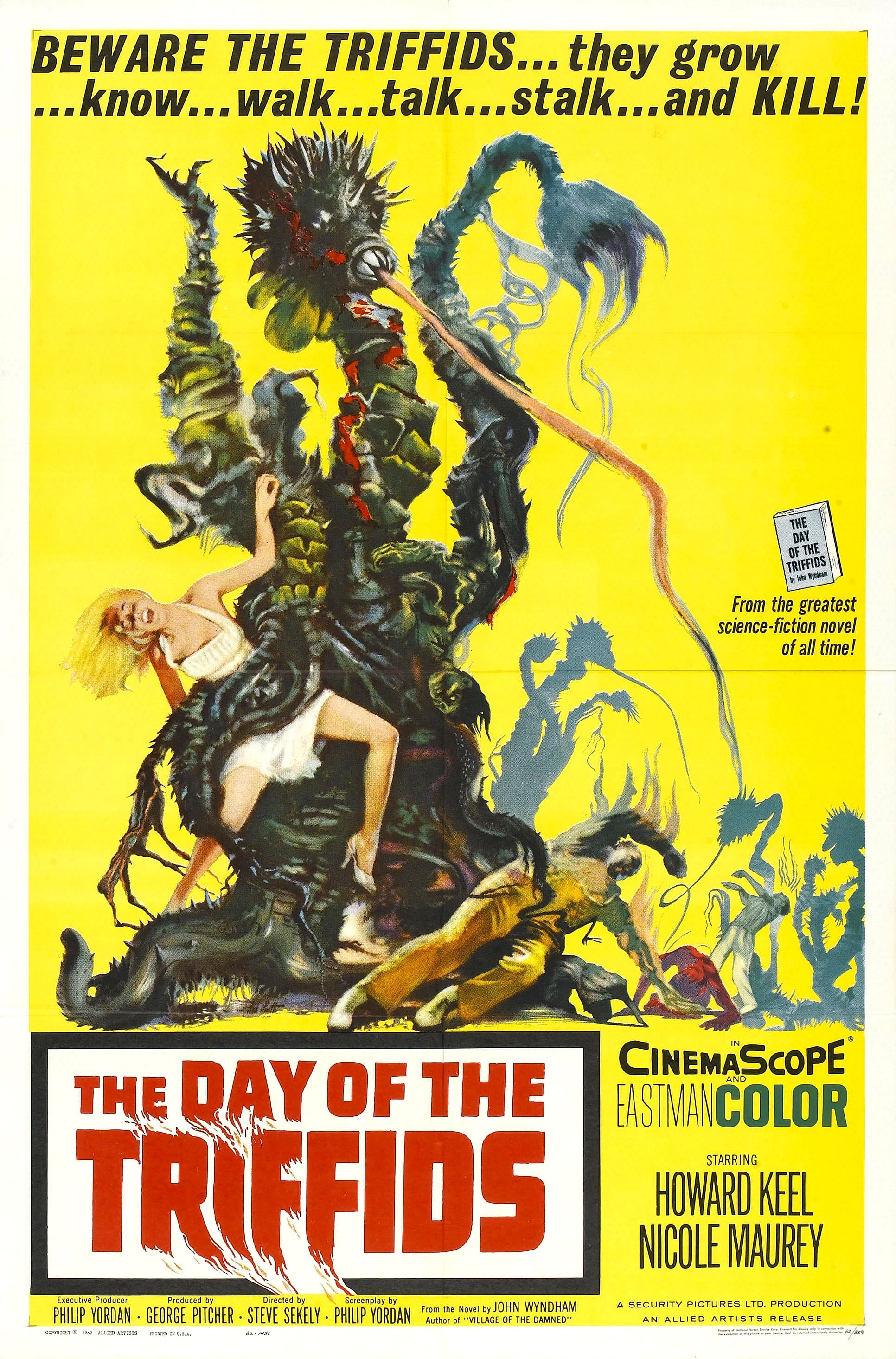
Filmposter voor de verfilming van 1962

In 1962 werd The Day of the Triffids verfilmd door Steve Sekely.
De hoofdrol van Bill Masen werd vertolkt door Howard Keel. In 1981 volgde een miniserie van de BBC die getrouwer aan het boek was dan de film. In 2009 produceerde BBC One de miniserie The Day of the Triffids. Deze serie was sterk gewijzigd in vergelijking met het boek: Josella's naam was veranderd in Jo en ze was journaliste in plaats van schrijver. De triffids ontsnapten dankzij de sabotage van een terrorist.

## Radio
In 1969 zond de AVRO de hoorspelserie De triffids uit.